# Begravning i Berlin
Begravning i Berlin (engelska: Funeral in Berlin) är en brittisk spionfilm från 1966 i regi av Guy Hamilton, baserad på en roman av Len Deighton. Filmen är en uppföljare av Fallet Ipcress och följs i sin tur av Miljondollarhjärnan.

## Rollista i urval
- Michael Caine - Harry Palmer
- Oskar Homolka - Överste Stock
- Paul Hubschmid - Johnny Vulkan
- Eva Renzi - Samantha Steel
- Guy Doleman - Överste Ross
- Rachel Gurney - Mrs Ross
- Hugh Burden - Hallam
- Heinz Schubert - Aaron Levine
- Marthe Keller - Brigit